# Abuque
Abuque (Abuk) é uma deusa criadora e dos jardins na mitologia dos dincas do Sudão do Sul, cujo emblema é uma pequena cobra. Em certo mito, seu par é Dengue, enquanto em outro é Garangue. No primeiro caso, é ancestral de Nialitche, o criador do mundo e senhor dos espíritos. Aiuil, a quem se credita a fundação da religião dinca, ensinou os dincas a cultuarem Nialitche através de Dengue e Abuque. Dengue se opôs a isso e após uma disputa se decidiu que Aiuil e seus filhos dominariam o céu e a chuva, enquanto Dengue e seus filhos a produção de comida na terra. No mito ligado a Garangue, ele e Abuque foram feitos em argila. Em seguida, foram colocados num pote de feijão e inflados até seu total tamanho.